# Спомен-биста Лази Костићу у Београду
Спомен-биста Лази Костићу је споменик у Београду. Налази се на Калемегдану у општини Стари град.

## Опште карактеристике
Биста је постављена 18. новембра 2011. године, а рад је српског вајара Николе Јанковића. Споменик је свечано открио академик Љубомир Симовић, у присуству љубитеља Костићевог стваралштва.
Лаза Костић (Ковиљ, 31. јануар / 12. фебруар 1841 — Беч, 26. новембар 1910) је био српски књижевник, песник, доктор правних наука, адвокат, полиглота, новинар, драмски писац и естетичар.